# 聖何塞德馬約
聖何塞德馬約（西班牙語：San José de Mayo）是烏拉圭的城市，也是聖何塞省的首府，位於該國南部，距離首都蒙特維多90公里，始建於1783年7月1日，海拔高度51公尺，2004年人口36,339。

## 外部連結
- INE map of San José de Mayo （页面存档备份，存于）